# Поранга
Поранга (порт. Poranga)  —  муниципалитет в Бразилии, входит в штат Сеара. Составная часть мезорегиона Северо-запад штата Сеара. Входит в экономико-статистический  микрорегион Ипу. Население составляет 12 240 человек на 2006 год. Занимает площадь 1 309,274 км². Плотность населения — 9,3 чел./км².

## Статистика
- Валовой внутренний продукт на 2003 составляет 18.918.514,00 реалов (данные: Бразильский институт географии и статистики).
- Валовой внутренний продукт на душу населения на 2003 составляет 1.575,36 реалов (данные: Бразильский институт географии и статистики).
- Индекс развития человеческого потенциала на 2000 составляет 0,597 (данные: Программа развития ООН).